# Saint-Pabu
Saint-Pabu (tiếng Breton: Sant-Pabu) là một xã của tỉnh Finistère, thuộc vùng Bretagne, miền tây bắc Pháp.

## Dân số
Người dân ở Saint-Pabu được gọi là Saint-Pabusiens.